# Райнер Цобель
Ра́йнер Цо́бель (нім. Rainer Zobel, нар. 3 листопада 1948, Врештедт) — західнонімецький футболіст, що грав на позиції півзахисника. По завершенні ігрової кар'єри — тренер.

## Ігрова кар'єра
Молодіжна кар'єра Цобеля пройшла в таких клубах, як «Врештедт-Стедердорф», «Теутонія Ільцен», «Ільцен 09», «Бад-Цвішенан» і знову «Ільцен 09». За цей час він зіграв сім матчів за юнацьку збірну ФРН і 12 матчів за аматорську збірну. У 1968 році він перейшов в клуб Бундесліги, «Ганновер 96», з яким підписав професійний контракт.
Його дебют у Бундеслізі відбувся 17 серпня 1968 року (1-й тур) у виїзному матчі проти «Вердера», який закінчився поразкою з рахунком 2:3. Свій перший гол у Бундеслізі Цобель забив 30 жовтня 1968 року (12-й тур) у виїзному матчі проти «Герти» на 84-й хвилині. Однак це був лише гол престижу, «Герта» виграла з рахунком 2:1. У складі «Ганновера» він також зіграв п'ять матчів в Кубку ФРН і шість матчів в єврокубках.
1970 року перейшов до клубу «Баварія», за який відіграв наступні 6 сезонів і провів найбільш успішний період в кар'єрі, завоювавши вісім трофеїв — по три рази виборював титул чемпіона ФРН та володарем Кубка чемпіонів УЄФА, а також по разу ставав володарем Кубка ФРН та Міжконтинентального кубка. Загалом за «Баварію» він зіграв 180 матчів у Бундеслізі, 39 ігор в єврокубках, 32 матчі в національному кубку і один матч за другу збірну. Його остання гра в Бундеслізі відбулася 12 червня 1976 року (34-й тур) проти «Герти», яка закінчилась з рахунком 7:4 на користь мюнхенської команди. Свою кар'єру гравця він закінчив у «Люнебургері» і через кілька років почав тренерську кар'єру.

## Національна збірна
За юнацьку збірну Цобель провів сім матчів. Він дебютував у команді 14 лютого 1967 року в Менхенгладбаху в матчі проти Англії до 19 років, який завершився поразкою з мінімальним рахунком. Його остання гра за юнацьку збірну ФРН відбулася 9 травня 1967 року в Стамбулі проти Данії, ФРН перемогла з рахунком 3:1.
За аматорську збірну він зіграв 18 міжнародних матчів, серед них шість як гравець «Ганновера». Він дебютував у команді 20 вересня 1967 року в Регенсбурзі в матчі проти збірної Австрії, який закінчився безгольовою нічиєю. Його останній міжнародний матч за аматорську збірну відбувся 25 березня 1970 року в Меппені і закінчився нічиєю 1:1 проти збірної Нідерландів.
Як гравець «Баварії» 14 листопада 1972 року він зіграв за другу збірну Оттмара Гітцфельда, матч відбувся в Вінтертурі і завершився перемогою над Швейцарією з рахунком 3:1.

## Кар'єра тренера
Кар'єру тренера Цобель почав з «Теутонія Ільцен», потім очолив «Люнебургер». Після цього він з 1987 по 1990 рік він був помічником тренера в «Айнтрахті» (Брауншвейг).
З 1990 по 1992 рік Цобель працював тренером у Другій Бундеслізі з клубом «Штутгартер Кікерс», після чого очолював команди в Бундесліги «Кайзерслаутерном» та «Нюрнберг», а з 1995 по 1996 рік тренував клуб «Теніс Боруссія» у регіональній лізі.
На початку сезону 1997/98 він покинув Німеччину і відправився в Єгипет, де став тренером «Аль-Аглі» (Каїр). За три роки команда тричі ставала чемпіоном Єгипту, потім 27 вересня 2000 року Цобель повернувся до Німеччини, щоб знову тренувати «Штутгартер Кікерс», втім на батьківщині залишався недовго і рік по тому знову поїхав за кордон, де тренував ряд клубів Близького Сходу — «Баніяс» та «Шарджа» з ОАЕ, «Аль-Іттіхад» (Александрія) та «ЕНППІ Клуб» з Єгипту і іранський «Персеполіс».
У червні 2008 року Цобель переїхав до Грузії, ставши тренером столичного «Динамо», проте в клубі він пробув недовго — вторгнення Росії в серпні змусили його і ряд легіонерів покинути Грузію; Цобель переїхав у Брауншвейг. З 16 липня 2009 по 28 листопада 2010 року він тренував клуб «Морока Своллоуз» з ПАР.
На початку вересня 2012 року Цобель став новим головним тренером молдовського «Мілсамі». З квітня 2013 він тренував клуб з чемпіонату Єгипту, «Ель-Гуна».
В березні 2016 року він підписав контракт з аматорським клубом «Венден», а з наступного року очолював інший нижчоліговий клуб «Люнебург Ганза».

## Титули і досягнення

### Як гравця
- Чемпіон Німеччини (3):

«Баварія»: 1971–72, 1972–73, 1973–74
- Володар Кубка Німеччини (1):

«Баварія»: 1970–71
- Володар Кубка чемпіонів УЄФА (3):

«Баварія»: 1973–74, 1974–75, 1975–76
- Володар Міжконтинентального кубка (1):

«Баварія»: 1976

### Як тренера
- Чемпіон Єгипту (3):

«Аль-Аглі» (Каїр): 1998, 1999, 2000